# Lasaia rosamonda
Lasaia rosamonda är en fjärilsart som beskrevs av Archibald C. Weeks 1905. Lasaia rosamonda ingår i släktet Lasaia och familjen Riodinidae. Inga underarter finns listade i Catalogue of Life.